# Czerniuszka (Zacisze)
Czerniuszka – część wsi Zacisze na Białorusi, w obwodzie witebskim, w rejonie brasławskim, w sielsowiecie Widze.
Inna nazwa miejscowości to Czarniuszka.
Dawny folwark. 

## Historia
W latach 1921–1945 folwark leżał w Polsce, w województwie nowogródzkim (od 1926 w województwie wileńskim) w powiecie brasławskim w gminie Dryświaty.
W 1931 w 2 domach zamieszkiwały 3 osoby.
Folwark należał do parafii rzymskokatolickiej w Gajdach. W 1933 podlegała pod Sąd Grodzki w Brasławiu i Okręgowy w Wilnie; właściwy urząd pocztowy mieścił się w Dryświatach.